# Лермонтовская улица (Москва)
Ле́рмонтовская у́лица — улица в Восточном административном округе, на территории района Преображенское, Москва. Соединяет улицу Алымова и Зельев переулок, перпендикулярно присоединяясь к обеим. Примерно в своей середине пересекает Малую Черкизовскую улицу.

## История
Улица возникла в XIX веке, получила своё название в честь русского поэта Михаила Лермонтова, ещё находясь в бывшем селе Черкизове. Тогда в этом районе существовала целая группа улиц, названных в честь великих русских писателей и поэтов, вместе с Гоголевской, Пушкинской и Некрасовской улицами, которые впоследствии были переименованы.

## Примечательные здания
- Лермонтовская ул., 17 — на этом участке стоял последний деревянный дом села Черкизова. Здание снесли в 2018 году, на его месте строится жилой комплекс «Время»[2].

## Транспорт

### Наземный транспорт
Наземный общественный транспорт по этой улице не ходит.

### Ближайшая станция метро
- Станция метро «Преображенская площадь».